# Molosses d'Asnières 2022
Questa voce raccoglie le informazioni riguardanti i Molosses d'Asnières nelle competizioni ufficiali della stagione 2022.

## Division Élite 2022

### Stagione regolare
| 12 febbraio 2022, ore 20:00 1ª giornata | Molosses d'Asnières | 14 – 19 (0-6 7-6 7-7 0-0) referto referto 2 | Spartiates d'Amiens |  |

| 19 febbraio 2022, ore 20:00 2ª giornata | Molosses d'Asnières | 6 – 40 (0-21 0-7 0-0 6-12) referto referto 2 | Flash de La Courneuve |  |

| 6 marzo 2022, ore 14:00 3ª giornata | Cougars de Saint-Ouen-l'Aumône | 27 – 16 (13-0 14-0 0-0 0-16) referto referto 2 | Molosses d'Asnières |  |

| 19 marzo 2022, ore 20:00 4ª giornata | Molosses d'Asnières | 26 – 9 (8-3 12-6 0-0 6-0) referto referto 2 | Vikings de Villeneuve-d'Ascq |  |

| 26 marzo 2022, ore 19:00 5ª giornata | Black Panthers de Thonon | 21 – 6 (14-6 0-0 7-0 0-0) referto referto 2 | Molosses d'Asnières |  |

| 9 aprile 2022, ore 19:00 6ª giornata | Flash de La Courneuve | 49 – 7 (14-0 14-0 0-0 21-7) referto referto 2 | Molosses d'Asnières |  |

| 23 aprile 2022, ore 20:00 7ª giornata | Molosses d'Asnières | 15 – 34 (0-6 7-14 0-14 8-0) referto referto 2 | Black Panthers de Thonon |  |

| 8 maggio 2022, ore 14:00 8ª giornata | Vikings de Villeneuve-d'Ascq | 6 – 31 (0-13 6-0 0-6 0-12) referto referto 2 | Molosses d'Asnières |  |

| 21 maggio 2022, ore 21:00 9ª giornata | Molosses d'Asnières | 35 – 6 (7-0 7-0 14-6 7-0) referto | Cougars de Saint-Ouen-l'Aumône |  |

| 4 giugno 2022, ore 19:00 10ª giornata | Spartiates d'Amiens | 29 – 34 (7-14 9-0 7-13 6-7) referto referto 2 | Molosses d'Asnières |  |

## Statistiche di squadra
| Competizione | %Vittorie | In casa | In casa | In casa | In casa | In casa | In casa | In trasferta | In trasferta | In trasferta | In trasferta | In trasferta | In trasferta | Totale | Totale | Totale | Totale | Totale | Totale |
| Competizione | %Vittorie | G       | V       | N       | P       | Pf      | Ps      | G            | V            | N            | P            | Pf           | Ps           | G      | V      | N      | P      | Pf     | Ps     |
| ------------ | --------- | ------- | ------- | ------- | ------- | ------- | ------- | ------------ | ------------ | ------------ | ------------ | ------------ | ------------ | ------ | ------ | ------ | ------ | ------ | ------ |
| Campionato   | .400      | 5       | 2       | 0       | 3       | 96      | 108     | 5            | 2            | 0            | 3            | 94           | 132          | 10     | 4      | 0      | 6      | 190    | 240    |
| Totale       | .400      | 5       | 2       | 0       | 3       | 96      | 108     | 5            | 2            | 0            | 3            | 94           | 132          | 10     | 4      | 0      | 6      | 190    | 240    |

## Statistiche personali

### Passer rating
La classifica tiene in considerazione soltanto i quarterback con almeno 10 lanci effettuati.
| Giocatore | G | Att | Comp | Int | Yds | TD | NFL   | NCAA   |
| --------- | - | --- | ---- | --- | --- | -- | ----- | ------ |
| Roux      | 7 | 84  | 44   | 3   | 678 | 8  | 96,23 | 144,47 |
| Thouary   | 8 | 144 | 70   | 4   | 757 | 6  | 66,81 | 100,96 |
| Sevin     | 1 | 1   | 1    | 0   | 3   | 1  |       |        |